# Metóchi (ort)
Metóchi (Metochi Neon Plagion) är en ort i Grekland.   Den ligger i prefekturen Chalkidike och regionen Mellersta Makedonien, i den nordöstra delen av landet, 260 km norr om huvudstaden Aten. Metóchi ligger 5 meter över havet och antalet invånare är 179.
Terrängen runt Metóchi är huvudsakligen platt, men norrut är den kuperad. Havet är nära Metóchi åt sydväst. Närmaste större samhälle är Néa Moudhaniá, 10,7 km öster om Metóchi. Trakten runt Metóchi består till största delen av jordbruksmark.